# توماس وارک
توماس وارک (استونیایی: Toomas Varek؛ زادهٔ ۶ ژوئن ۱۹۴۸) سیاستمدار اهل استونی است.
وی از فوریه تا آوریل ۲۰۰۳ وزیر کشور استونی، از سال ۲۰۰۵ تا ۲۰۰۶ نایب رئیس مجلس استونی و از سال ۲۰۰۶ تا ۲۰۰۷ رئیس مجلس استونی بوده‌است.